# Choriactis crassa
Choriactis crassa is een zeeanemonensoort uit de familie Sagartiidae. De anemoon komt uit het geslacht Choriactis. Choriactis crassa werd in 1904 voor het eerst wetenschappelijk beschreven door McMurrich. 